# Paolo Mascagni
Giovanni Paolo Mascagni (Pomarance, 25 gennaio 1755 – Chiusdino, 19 ottobre 1815) è stato un anatomista e illustratore italiano.

## Biografia

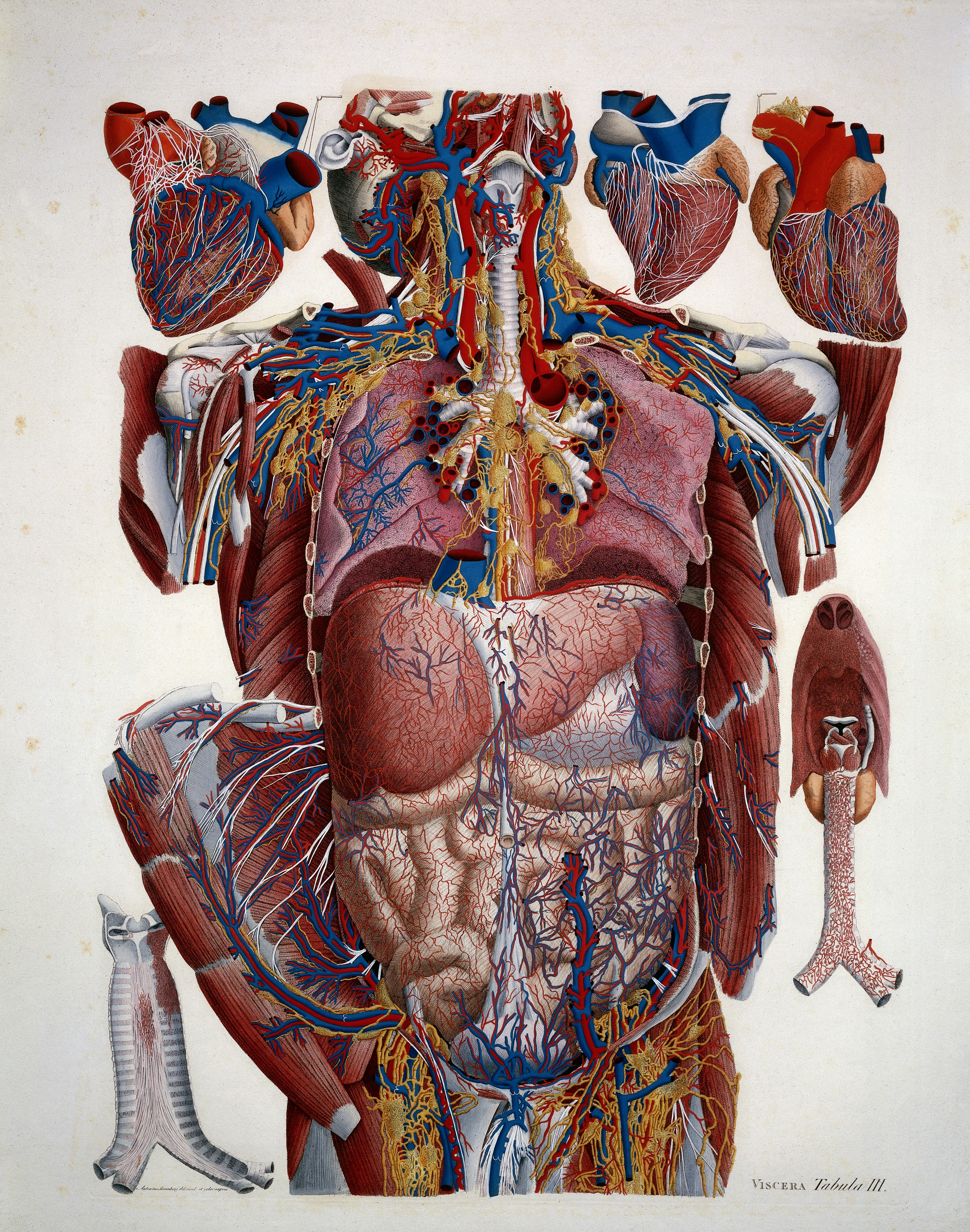
Illustrazione anatomica dipinta a mano, la figura principale "a torace esploso" è circondata da organi più piccoli

Nato dal nobile Aurelio del capitano Andrea Mascagni e da Elisabetta di Carlo Burroni, entrambi appartenenti ad antiche famiglie di Chiusdino, in provincia di Siena; approfondì gli studi scientifici nell'ateneo senese, dove ebbe tra i suoi maestri Pietro Tabarrani (per l'anatomia) e si laureò in filosofia e medicina nel 1778.
Oltre alla predilezione per gli studi medici, ebbe interesse anche per le scienze naturali, come testimoniano alcuni studi giovanili sui Lagoni presso Siena e Volterra. L'ultimo anno di studi universitari fu nominato anche lettore supplente di Tabarrani e poi, dopo il compimento degli studi, lettore ordinario, dal 1780.
Nel 1798 divenne presidente dell'Accademia dei Fisiocritici di Siena. Durante l'occupazione francese della Toscana abbracciò la causa giacobina, ma questo gli comportò la detenzione per sette mesi nel periodo della Restaurazione quale sorvegliato politico.
Nonostante ciò il 22 ottobre 1801 il Re di Etruria ruppe con un motu proprio la detenzione del Mascagni nominandolo professore di anatomia, fisiologia e chimica all'Università di Pisa, obbligandolo anche a tenere due volte la settimana lezioni a Firenze, presso l'Arcispedale di Santa Maria Nuova, dove ebbe tra i suoi allievi Luigi Cittadini. In questi anni studiò soprattutto i vasi linfatici, studi che lo resero celebre in tutta Europa, scrivendo nel 1787 un'opera su di essi (Vasorum lymphaticorum corporis humani historia et iconografia). In anatomia, un incostante linfonodo colecistico (linfonodo di Mascagni) porta il suo nome, e viene spesso chiamato da alcuni autori linfonodo di Calot poiché sito nel triangolo omonimo.
Maria Luisa di Borbone-Spagna poi lo istituì Professore Ordinario presso l'Ateneo di Firenze. Fu anche insegnante di anatomia pittorica all'Accademia di belle arti di Firenze e collaborò con l'Officina ceroplastica fiorentina in qualità di supervisore.
Morì durante un soggiorno alla sua tenuta di Castelletto, presso Chiusdino, il paese del senese di cui era originaria la sua famiglia e in cui trascorreva gran parte del suo tempo libero, il 19 ottobre 1815. La sua tomba purtroppo è andata perduta; nella piccola cappella cimiteriale del luogo, si conserva però la pietra tombale.
Nel 1784 aveva sposato una gentildonna senese, Margherita Staccioli, che gli sopravvisse, alla quale "a contemplazione del segnalato merito del consorte" fu dal granduca Ferdinando III assegnata una pensione.
Alcuni decenni dopo la sua morte una statua che lo raffigura venne posta in una nicchia del cortile degli Uffizi, fra le statue dei grandi uomini della Toscana.
Lo troviamo inserito nell'archivio Accademici all'Accademia delle arti del disegno quale «Professore di Anatomia della Prima Classe delle Arti del Disegno 1813 (Statuti 1813 p. 52)». A proposito della mostra di fine 1995 inizio 1996 al Santa Maria della Scala, La scienza illuminata - Paolo Mascagni nel suo tempo, a cura dell'Accademia delle scienze di Siena con la collaborazione dell'Università di Siena e del Comune, è stato scritto che con Paolo Mascagni la «medicina fece un balzo in avanti. L'Università di Siena inaugurò una sua grande scuola di ricerca». Dallo stesso articolo veniamo a conoscenza della collaborazione e del metodo seguito da Paolo Mascagni nella collaborazione con i pittori. Le incisioni e i disegni della Grande anatomia si devono all'artista senese Antonio Serantoni e le tavole per Vasorum lymphaticorum corporis humani historia et ichonographia al bolognese Ciro Santi.
L'amministrazione comunale di Chiusdino, ha intitolato al grande scienziato il piccolo borgo di case di Castelletto, che sorge intorno alla villa di campagna di lui, con il nome di Castelletto Mascagni e la via principale del capoluogo.

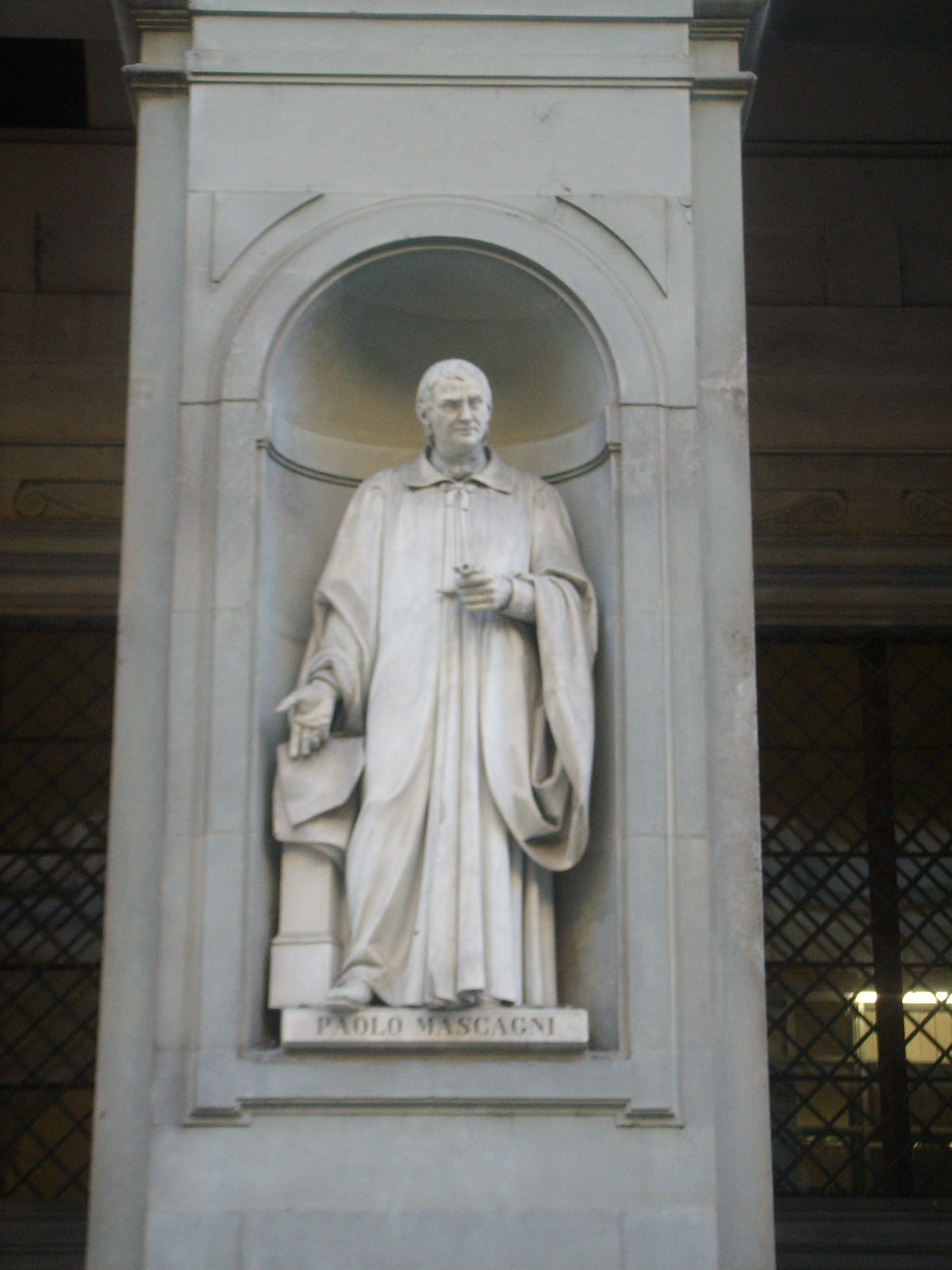
La statua di Mascagni agli Uffizi
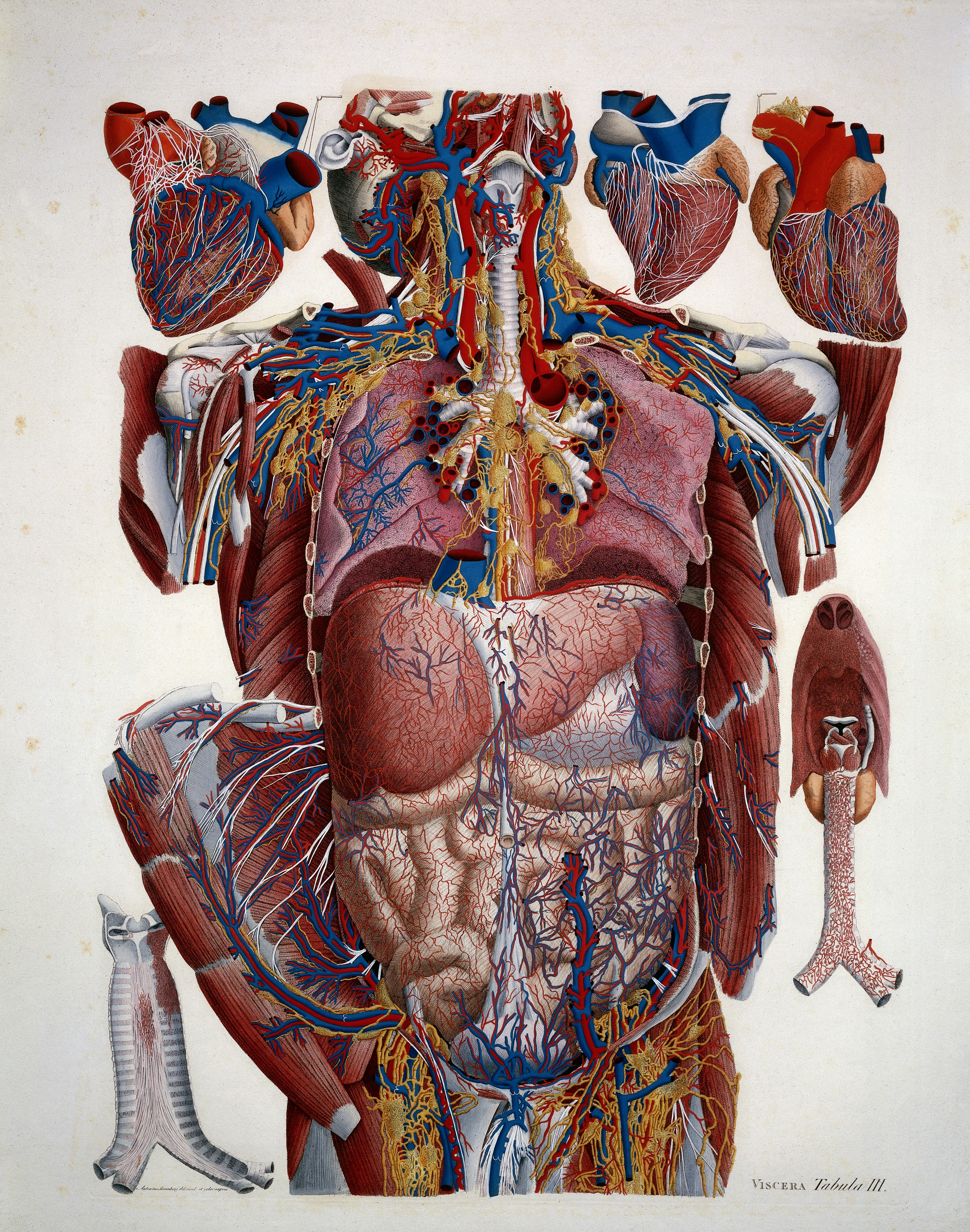
Cassapanca che custodisce i disegni anatomici colorati ai Fisiocritici di Siena
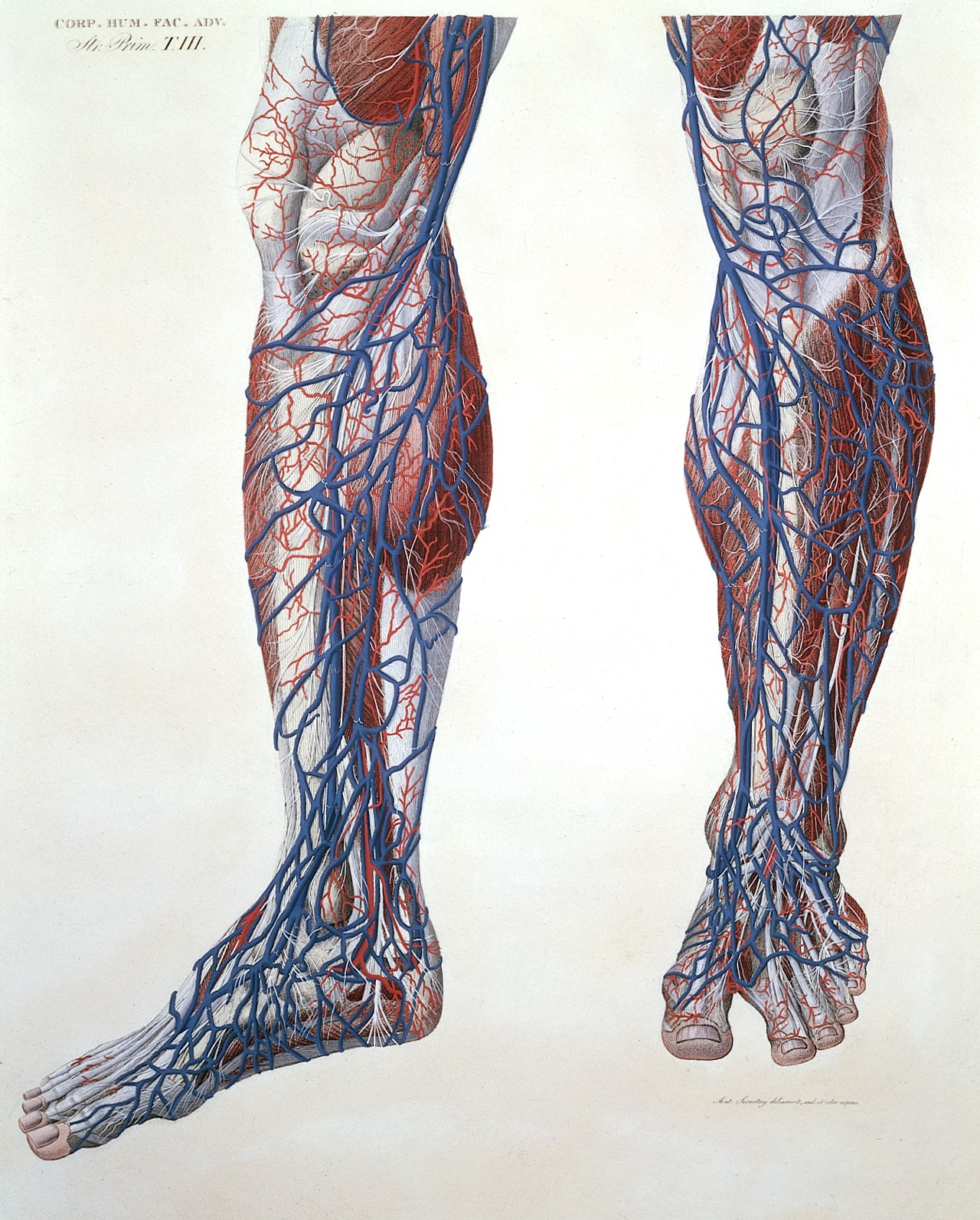
Illustrazione anatomica degli arti inferiori
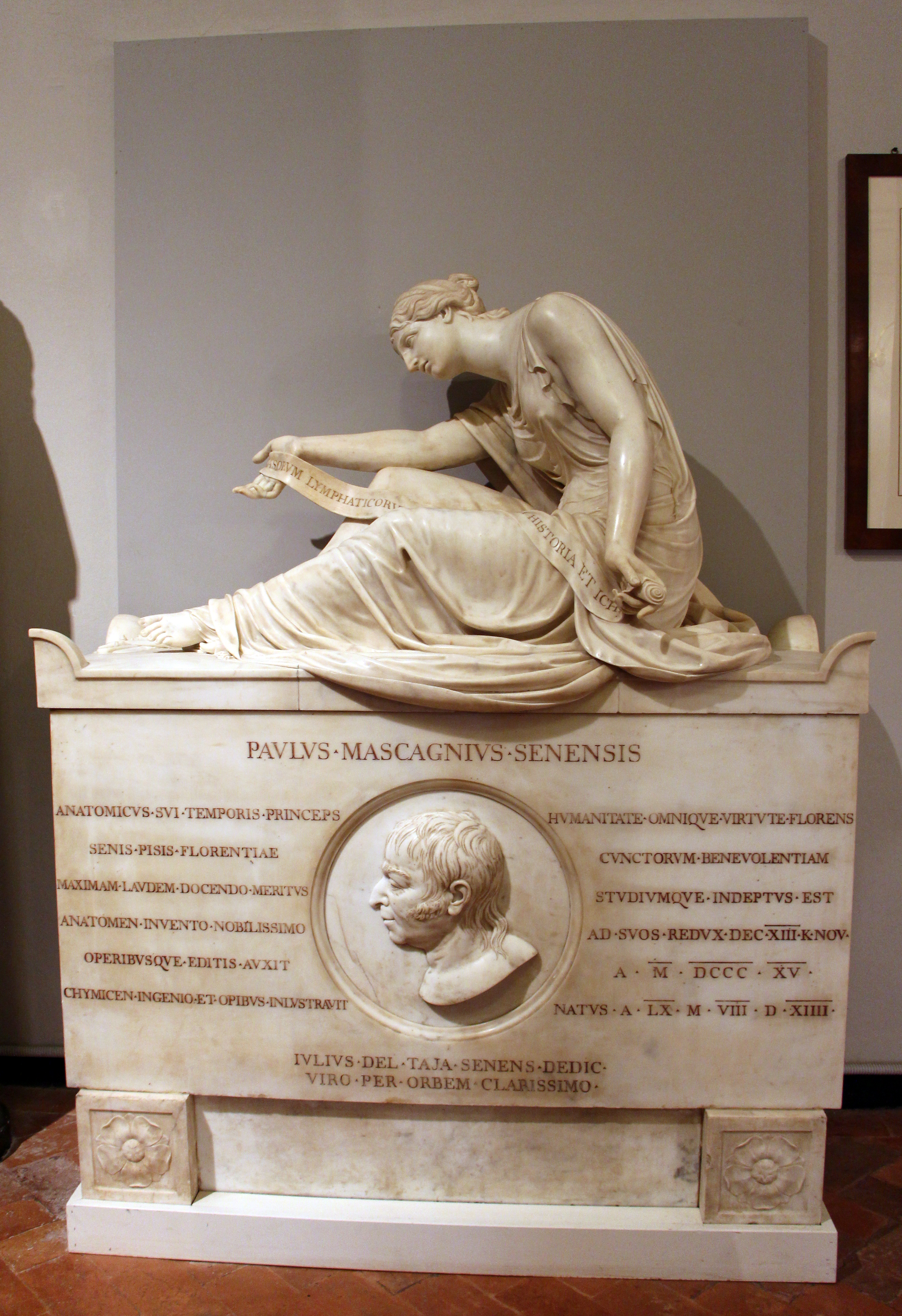
Auditorium dell’Accademia dei Fisiocritici: cenotafio di Paolo Mascagni
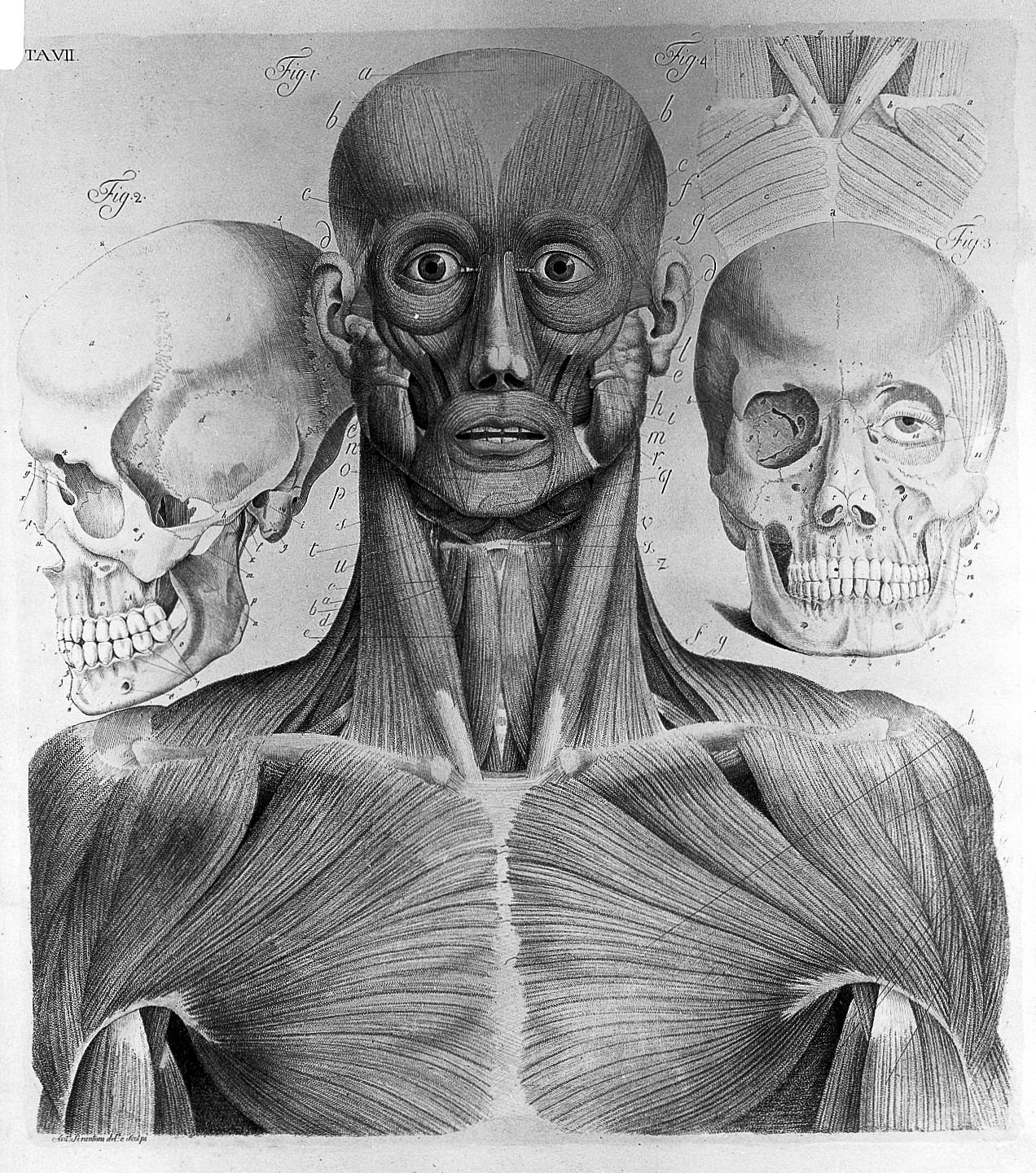
Illustrazione anatomica del torace e cranio
Vasorum lymphaticorum corporis humani historia et ichnographia

## Collezioni
Alcune opere della collezione Mascagni sono oggi esposte all'interno del Museo di storia naturale di Siena (Accademia dei Fisiocritici).

## Opere
- Vasorum lymphaticorum corporis humani historia et ichnographia, Siena, Pazzini Carli, 1787.
- Prodromo della grande anatomia (1821)
- Anatomiae universae iconae (1823) conservata oggi nel Museo Anatomico di Napoli

Museo di anatomia umana (Università degli Studi della Campania Luigi Vanvitelli)